# Orunia-Św. Wojciech-Lipce
Orunia-Św. Wojciech-Lipce, přesněji Orunia-Święty Wojciech-Lipce a kašubsky Òruniô-Sw. Wòjcech-Lëpicz, je městský obvod v nejjižnější části města Gdaňsk v Pomořském vojvodství v severním Polsku. Leží také v kanálovém a říčním systému toků Motława, Radunia, Czarna Łacha a Potok Oruński v povodí veletoku Visla a geomorfologických celcích Żuławy Wiślane (patřícího do makroregionu Pobrzeże Gdańskie) a Pojezierze Kaszubskie (patřícího do makroregionu Pojezierze Wschodniopomorskie). Nachází se také v etnografickém regionu Kašubsko.

## Další informace
První písemná zmínka pochází z 12. století. Centrální ulicí je podlouhlý Trakt Świętego Wojciecha. Nachází se zde zajímavé technické, vojenské a historické stavby. Nejvyšším geografickým bodem je Góra Świętego Wojciecha s nadmořskou výškou 65 m. Místem prochází trasy četných turistických a cyklistických stezek, např. Szlak Mennonitów, Szlak Motławski, Szlak Kaszubsko-Żuławski aj.

## Galerie

Mapa městského obvodu
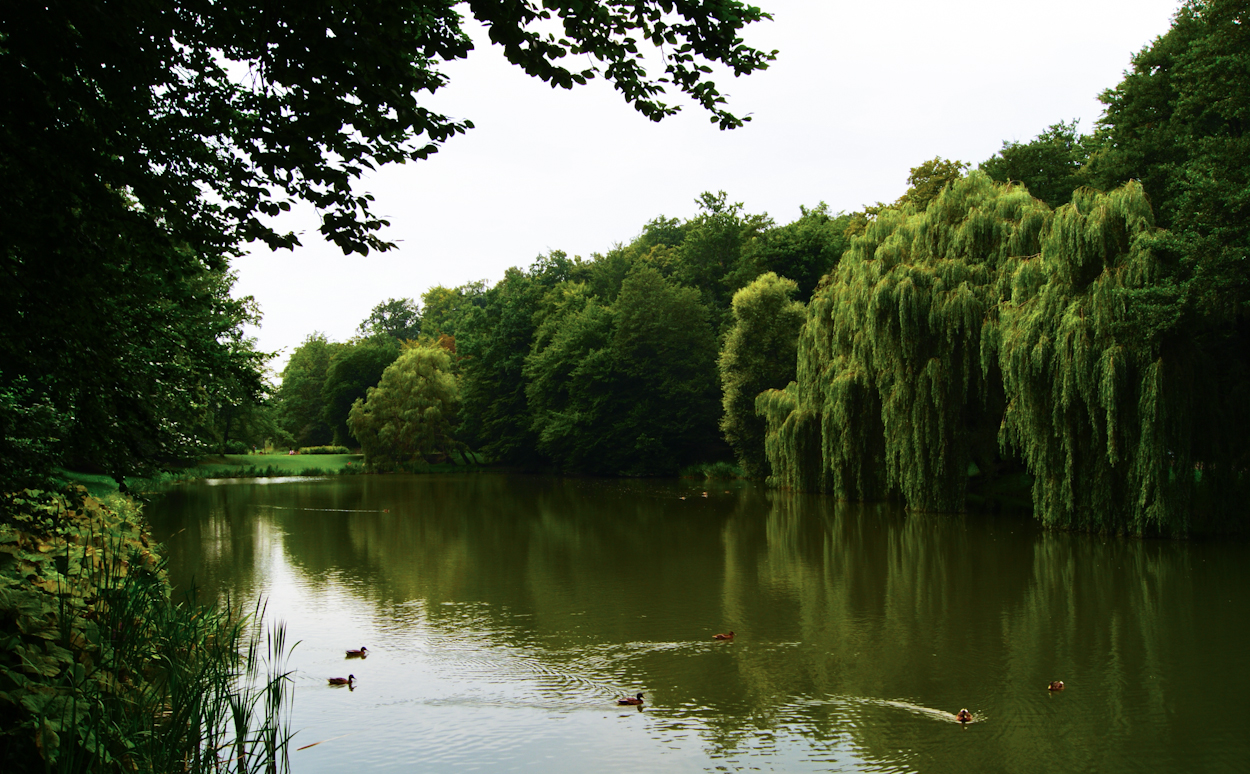
Rybník Wyższy Staw
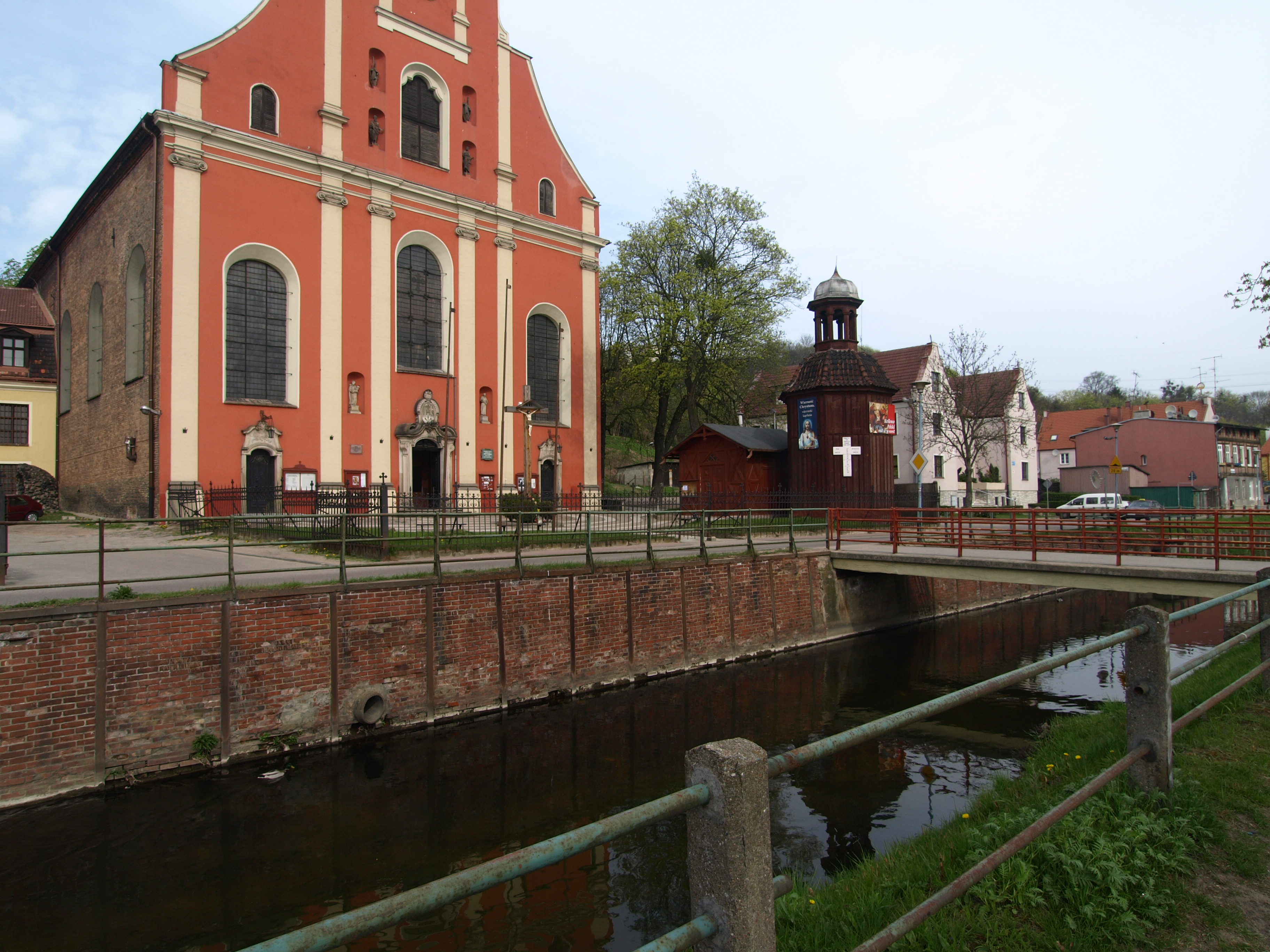
Památkově chráněný kanál Kanał Raduni a památkově chráněný kostel kościół św. Ignacego Loyoli (Stare Szkoty).
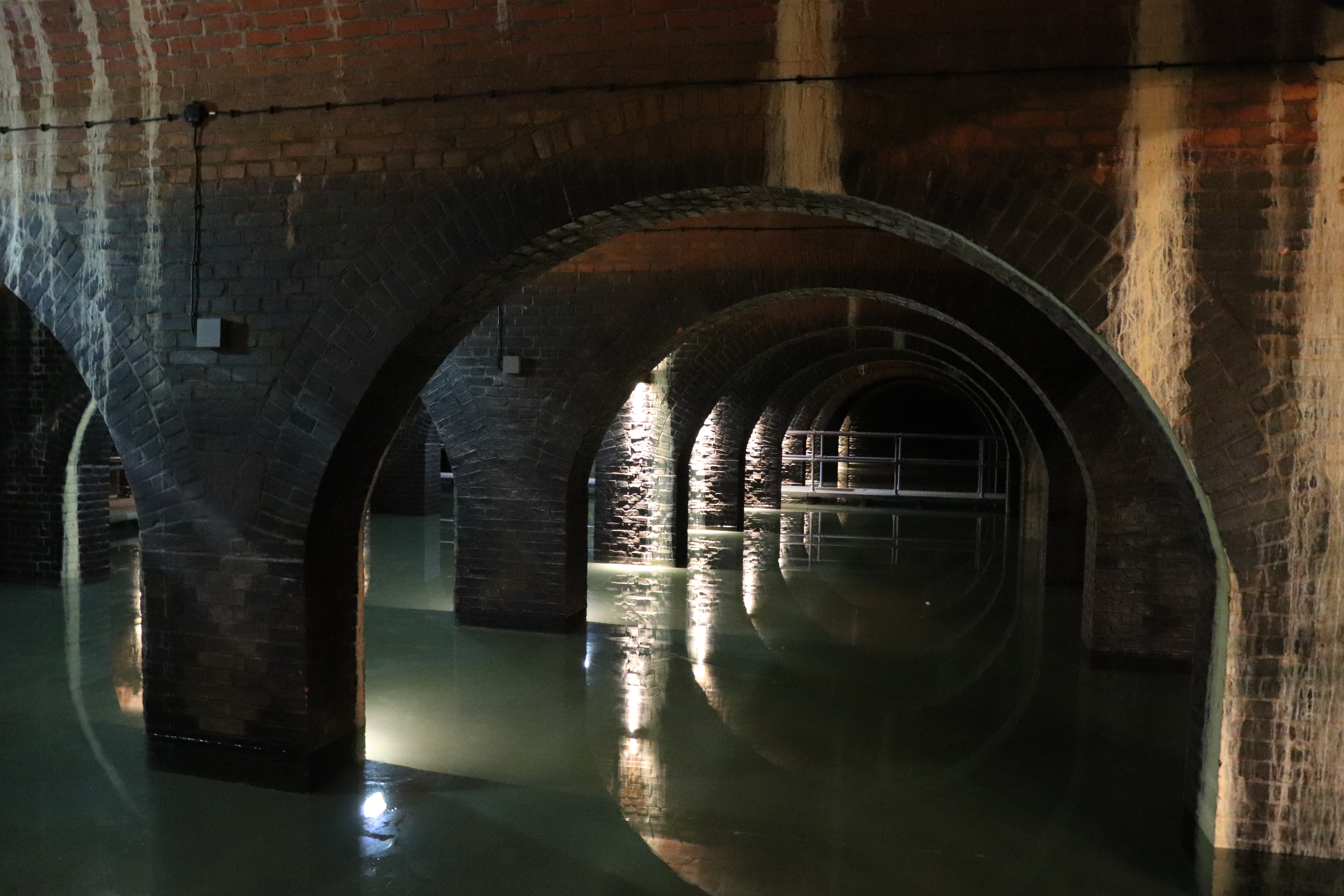
Vosní zásobník Stara Orunia
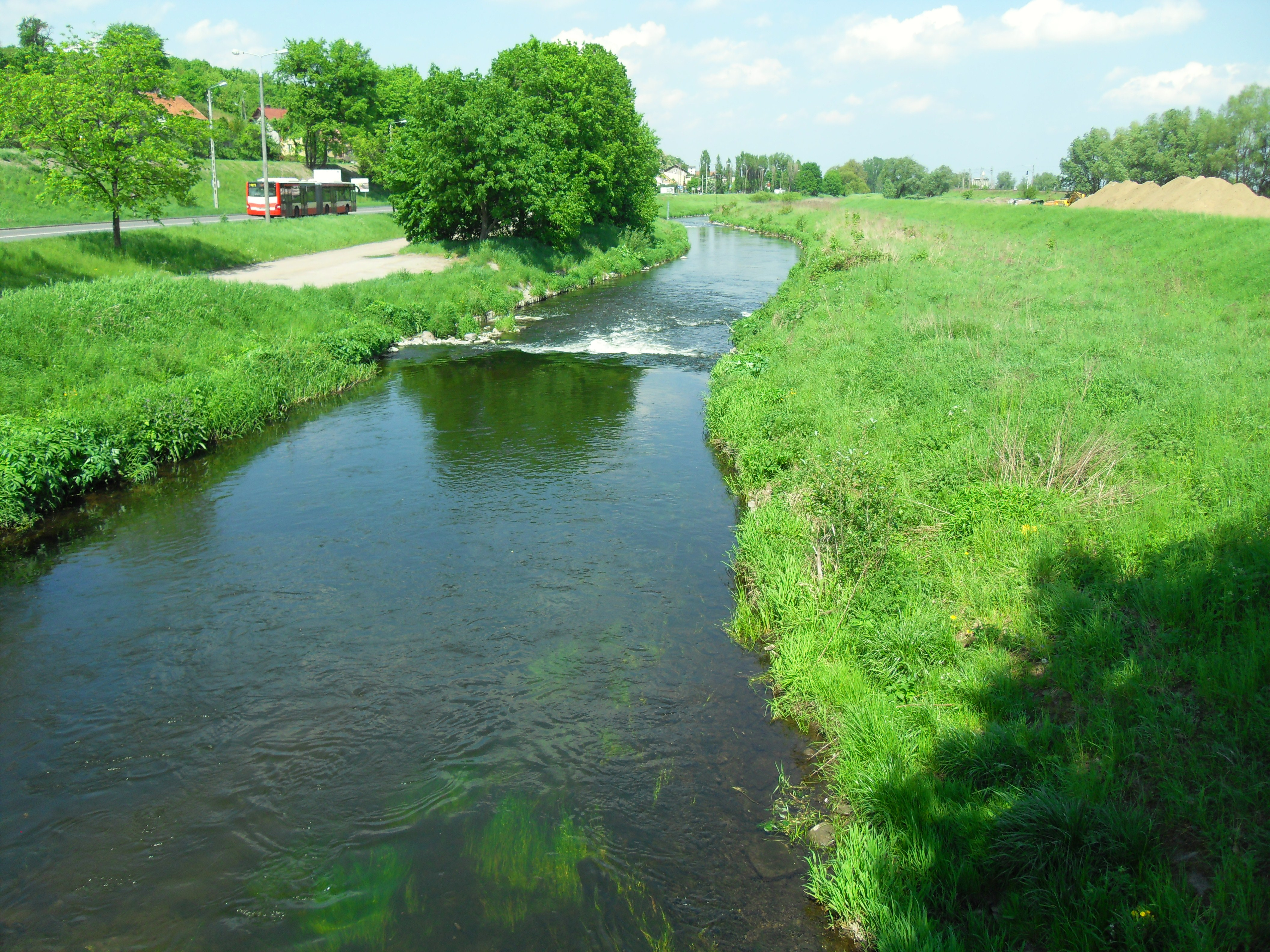
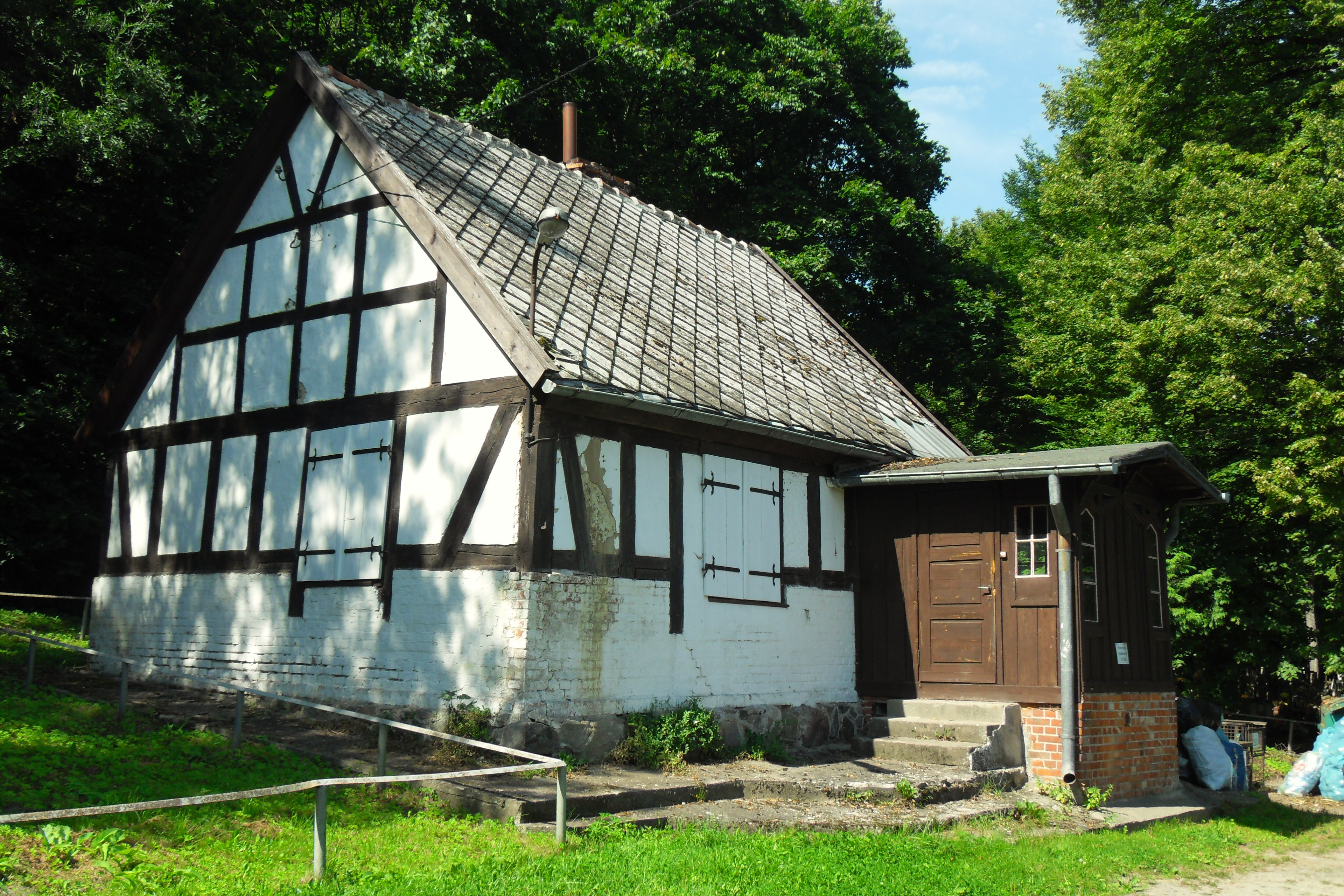
Gdańsk Święty Wojciech, ul. Kątowa 1.
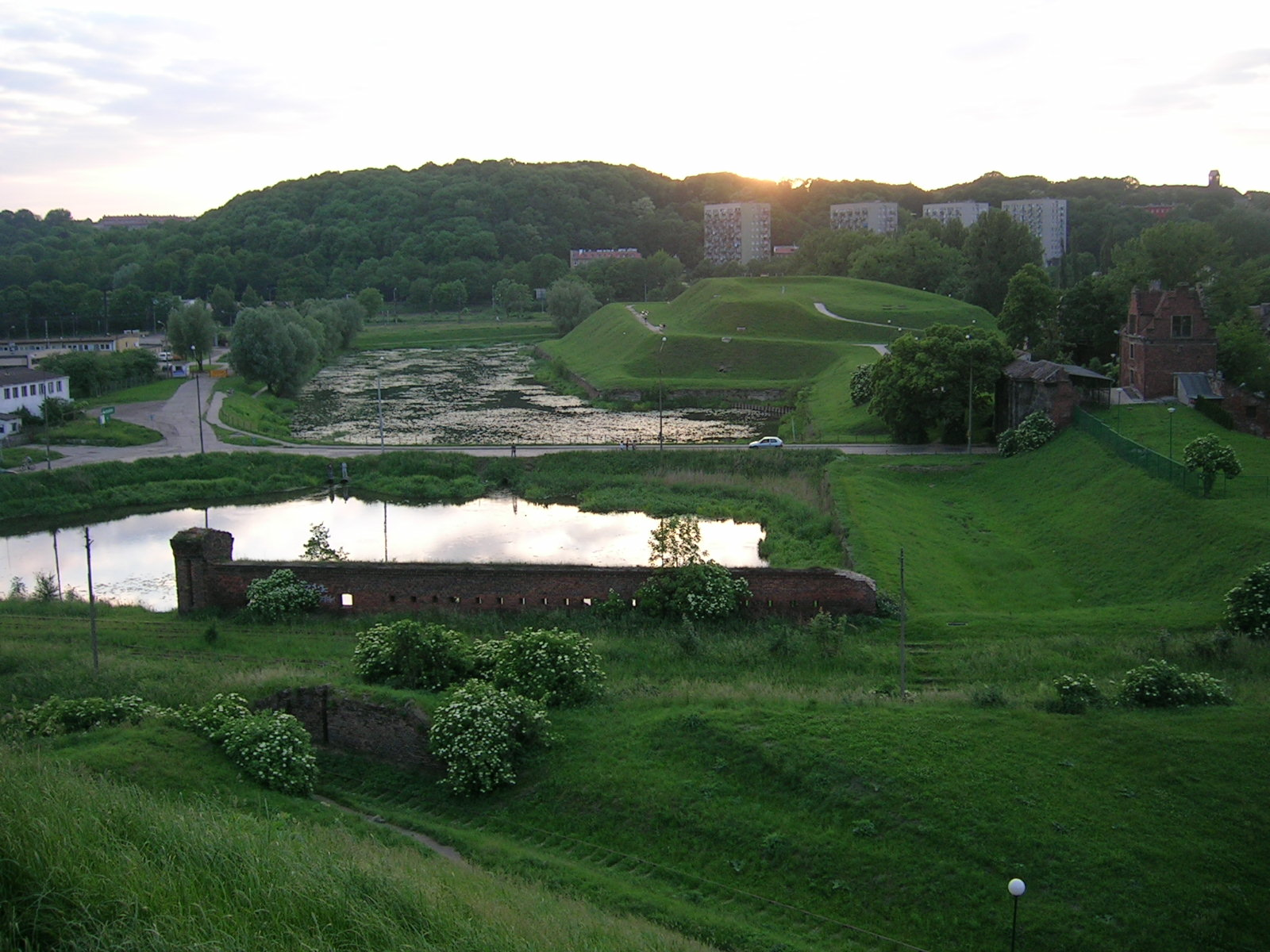
Bastion
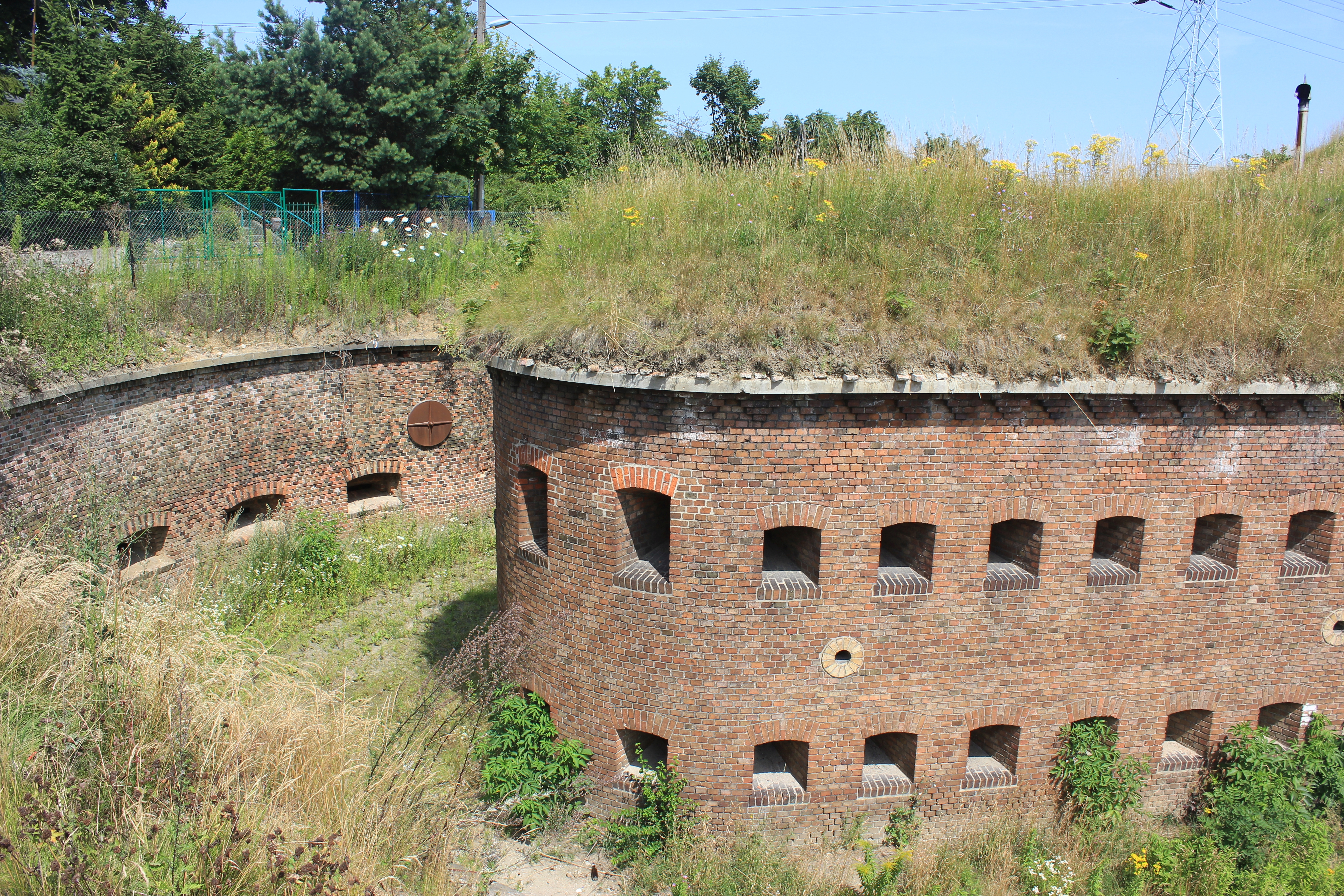
Opevnění Szaniec Jezuicki
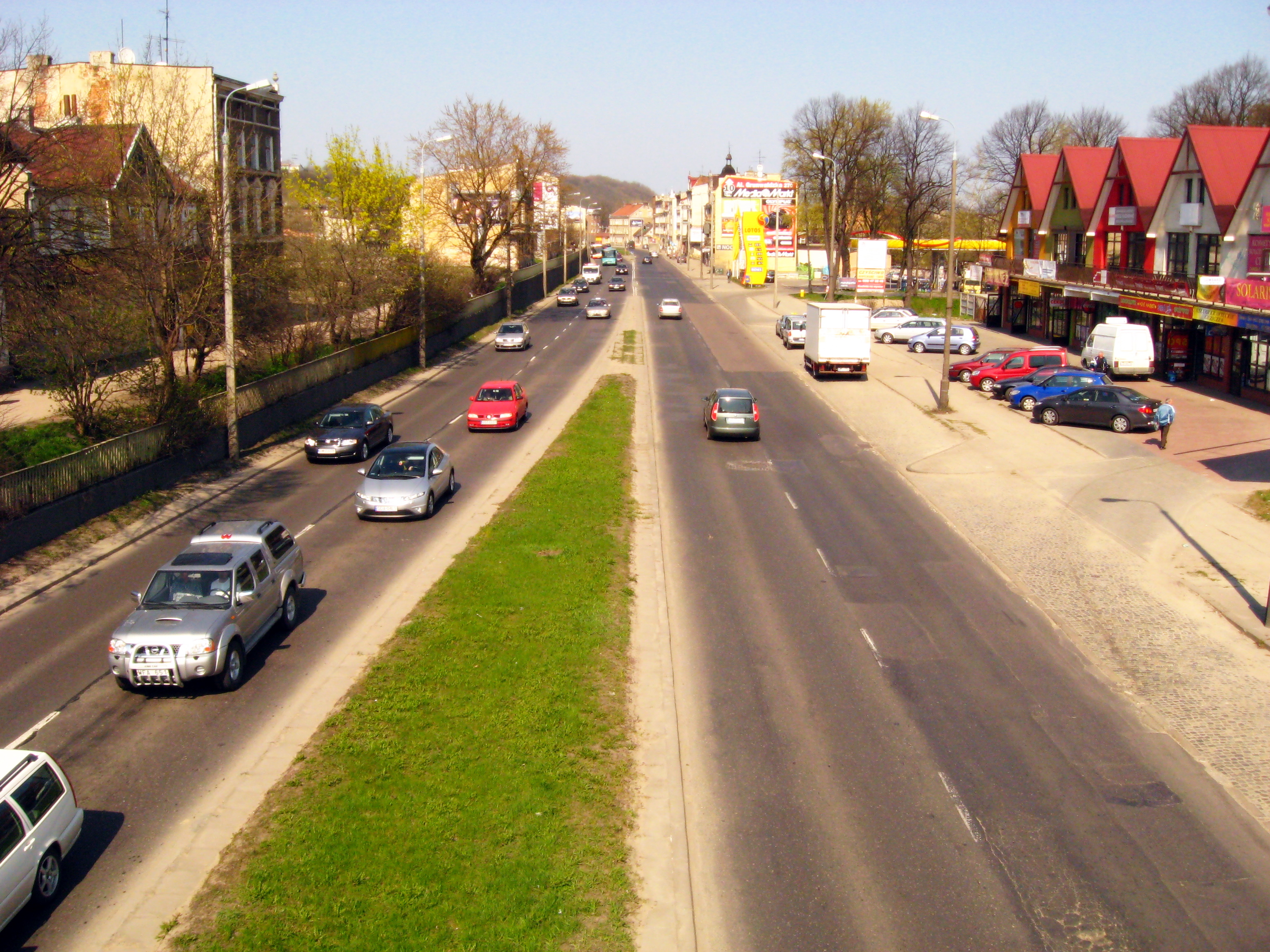
Trakt Świętego Wojciecha